# Китай на пісенному конкурсі Євробачення
| Китай                 | Китай                  |
| --------------------- | ---------------------- |
| Ефір                  | Hunan Television       |
| Уперше на Євробаченні | Країна не брала участі |
| Участь                | Країна не брала участі |
| Перемоги              | Країна не брала участі |
| Бали                  |                        |
| Найвищий бал          | Країна не брала участі |
| Найнижчий бал         | Країна не брала участі |
| У середньому          | Країна не брала участі |

Китайський приватний канал «Hunan Television» підтвердив свою зацікавленість в участі Китаю в Євробаченні 2016. Європейська мовна спілка повідомила: «Ми відкрити і завжди раді новим елементам на кожному Євробаченні», однак остаточного рішення щодо участі Китаю ще не ухвалила.

## Історія і неучасть
Китай транслював Євробачення 2013 в листопаді 2014 року. У 2015 році країна транслювала 2 півфінали Євробачення 2015 і в прямому ефірі о 3:00 за місцевим часом фінал музичного конкурсу по телеканалу Hunan TV.
11 травня 2018 року Європейська мовна спілка (EBU) розірвава контракт із відеострімінговою платформою Mango TV, яка транслювала «Євробачення 2018» у Китаї. Про це повідомляє BBC News. Причиною стало рішення китайських мовників зафарбовувати ЛГБТ-атрибутику, а також не показувати виступи учасників-гомосексуалів, що не приховують свою гомосексуальність.

## Коментатори і сповіщувачі
| Рік  | Коментатори фіналу та півфіналів | Сповіщувачі                  |
| ---- | -------------------------------- | ---------------------------- |
| 2013 | Євробачення не коментувалося     | Країна не допущена до участі |
| 2014 | Євробачення не коментувалося     | Країна не допущена до участі |
| 2015 | Куберт Люн та У Чжоутун          | Країна не допущена до участі |